# Alfred Ammelburg

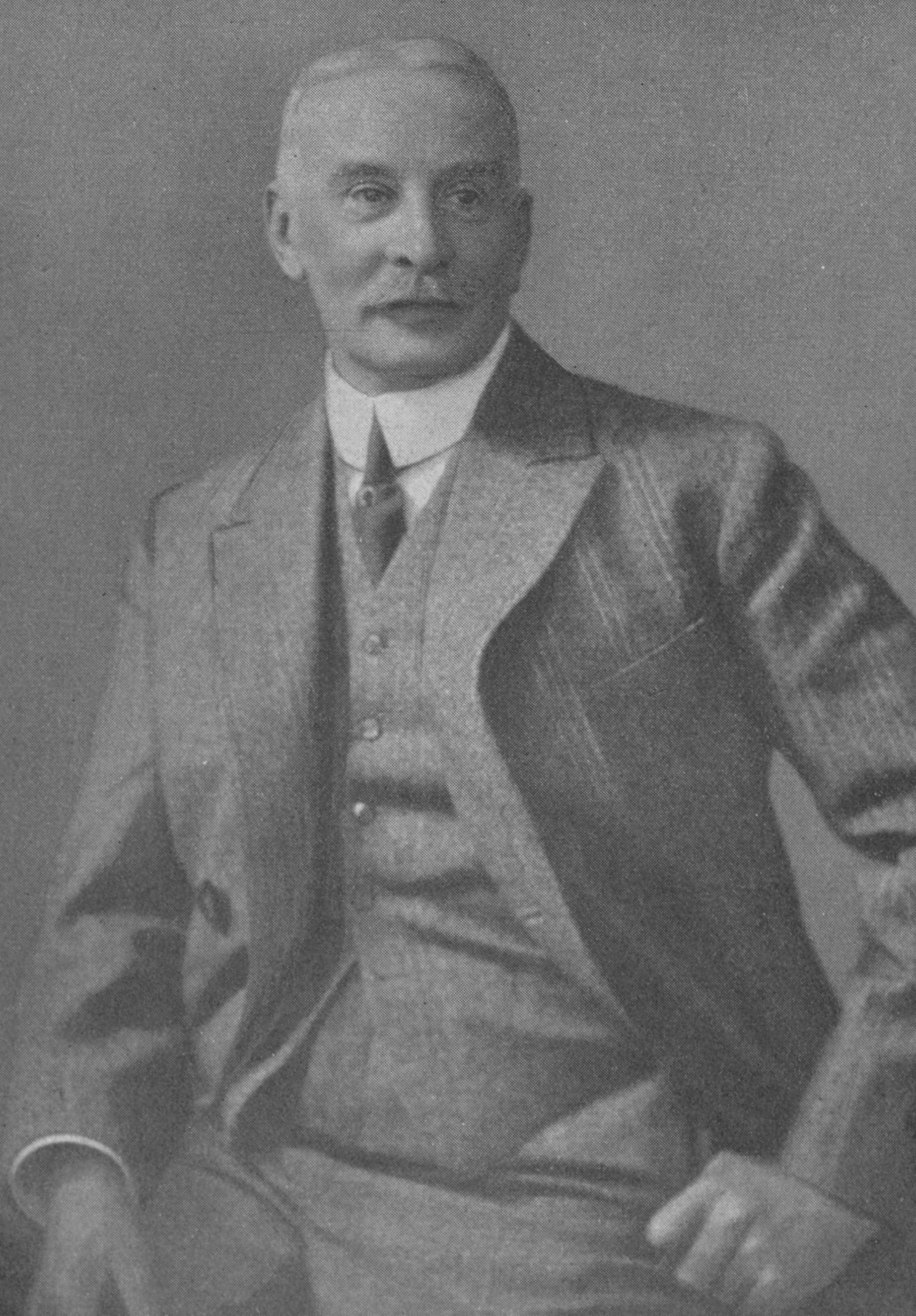
Alfred Ammelburg, 1927

Heinrich Alfred Ammelburg (* 21. August 1864 in Bornheim; † 29. Juni 1939 in Neuhaus (Schliersee)) war ein deutscher Chemiker und Manager. 

## Leben
Alfred Ammelburg war der Sohn der Kaufmanns Johann Jacob Ammelburg. Nach dem Besuch des Realgymnasiums absolvierte Alfred Ammelburg eine dreijährige Lehre im Medizinal-Drogengeschäft von Burkel frères in Genf. Von 1885 bis 1890 studierte er an der Technischen Hochschule München und der Universität Freiburg Chemie. In Freiburg wurde er 1891 bei Adolf Karl Ludwig Claus zum Dr. phil. promoviert.
Nach einer kurzen Tätigkeit als Chemiker bei der Fa. Pape & Co. in Ziegelhausen bei Heidelberg von 1892 bis 1893 und einer weiteren Tätigkeit als Assistent bei Claus trat er 1894 als Chemiker in die Farbwerke vormals Meister Lucius & Brüning, Höchst, ein. 1909 erhielt er Prokura, 1916 wurde er Mitglied der Direktion und 1918 stellvertretendes Vorstandsmitglied und Leiter der pharmazeutischen Abteilung. Mit dem Aufgehen der Farbwerke Hoechst in die I.G. Farbenindustrie AG wurde er am 1. Januar 1926 ordentliches Vorstandsmitglied und Leiter der pharmazeutischen Abteilung der I.G. Farben.
Mit seinen wissenschaftlichen Arbeiten über Nitrodiazonaphthaline gehörte Ammelburg zu den Wegbereitern der Diazofarbstoffe. Als Leiter der pharmazeutischer Abteilung nahm er maßgeblichen Einfluss auf die Einführung von Novocain als Lokalanästhetikum in der Chirurgie. Weiterhin realisierte er die kommerzielle Herstellung des Salvarsans.
Alfred Ammelburg war Angehöriger des Corps Cisaria München und des Corps Suevia Freiburg.

## Auszeichnungen
- Ehrenmitglied des Staatlichen Instituts für experimentelle Therapie in Frankfurt am Main
- Ehrenmitglied des Georg-Speyer-Hauses in Frankfurt am Main
- Ehrendoktor (Dr. med. h. c.) der Universität München, 1924
- Ehrendoktor (Dr. med. vet. h. c.) der Universität Gießen, 1928

## Schriften
- Beiträge zur Kenntnis des m-ana-Dichlor- und des m-ana-Dibrom-chinolins, 1891
- Metaanadibromchinolin IV. m-ana-p-Tribromchinolin und V. o-m-ana-Tribromchinolin. In: Berichte der deutschen chemischen Gesellschaft, 27. Jahrgang, Band 4, 1894 und Journal für praktische Chemie, 50. Band, 1894, S. 29 (zusammen mit Adolf Karl Ludwig Claus)
- Über die α1- und α2-Amidoazetnaphthalidmonosulfonsäure des Patentes 66 354. In: Journal für praktische Chemie, 48. Band, 1893, S. 286
- Über das Verhalten einiger Nitro-β-diazonaphthaline. In: Berichte der deutschen chemischen Gesellschaft, 27. Jahrgang, 1894, S. 2211 (zusammen mit Franz Karl Wilhelm Gaeß)
- Metaanadichlorchinolin. In: Berichte der deutschen chemischen Gesellschaft, 28. Jahrgang, 1895, S. 550, und in: Journal für praktische Chemie 51. Band, 1895, S. 415 (zusammen mit Adolf Karl Ludwig Claus)